# Iced Earth
Iced Earth er et amerikansk heavy metal-band, der kombinerer elementer fra thrash metal, power metal, progressiv metal, opera, speed metal og NWOBHM. I 1999 sluttede bandets sangskriver Jon Schaffer sig sammen med Blind Guardians vokalist Hansi Kürsch hvor de stiftede sideprojektet Demons & Wizards.

## Medlemmer

### Nuværende medlemmer
- Matt Barlow – Vokal (1994–2003, 2007–present)
- Troy Seele – Lead guitar (2007–present)
- Jon Schaffer – Rytmeguitar, bagvokal (1984–present)
- Brent Smedley – Trommer (1996–1997, 1998–1999, 2006–present)

### Tidligere medlemmer

#### Vokal
- Gene Adam (1985–1991)
- John Greely (1991–1992)
- Tim "Ripper" Owens (2003–2007)

#### Lead guitar
- Bill Owen (1985–1987)
- Randall Shawver (1988–1998)
- Larry Tarnowski (1998–2003)
- Ralph Santolla (2003–2004)
- Ernie Carletti (2006)
- Tim Mills (2006–2007)

#### Bas
- Richard Bateman (1985–1986)
- Dave Abell (1987–1996)
- Keith Menser (1996)
- James MacDonough (1996–2000, 2001–2004)
- Steve DiGiorgio (2000–2001)
- James "Bo" Wallace (2006–2007)
- Dennis Hayes (2007)

#### Trommer
- Greg Seymour (1984–1989)
- Mike McGill (1989–1991)
- Rick Secchiari (1991–1992)
- Rodney Beasley (1992–1995)
- Mark Prator (1995–1996, 1997–1998)
- Richard Christy (2000–2004)
- Bobby Jarzombek (2004–2006)

## Diskografi
- Iced Earth (1990)
- Night of the Stormrider (1991)
- Burnt Offerings (1995)
- The Dark Saga (1996)
- Something Wicked This Way Comes (1998)
- Horror Show (2001)
- The Glorious Burden (2004)
- Framing Armageddon: Something Wicked Part 1 (2007)
- The Crucible of Man: Something Wicked Part 2 (2008)
- Dystopia (2011)
- Plagues of Babylon (2014)
- The Judas Goat (2016)
- Incorruptible (2017)
- A Narrative Soundscape (2022)